# The Visitors
The Visitors je osmé a předposlední studiové album švédské hudební skupiny ABBA, vydané 30. listopadu 1981 ve Švédsku.
Na této desce učinila kapela odklon od lehčí pop music a zaměřila se na komplexnější vyznění. Úvodní skladba "The Visitors" s nejasným syntetizátorovým zvukem a charakteristickými vokály Fridy, ohlásila změnu hudebního stylu.
Album patří k prvním, které byly nahrány a mixovány digitálně a je vůbec historicky první, které bylo vyrobeno ve formě kompaktního disku (17. srpna 1982). Celkově bylo třikrát digitálně remasterováno, a to v letech 1997, 2001 a 2005, tehdy jako součást box setu The Complete Studio Recordings.
Nahrávání alba začalo 16. března 1981, tedy pouze měsíc od rozvodu Bennyho Anderssona a Anni-Frid Lyngstadové.
Ulvaeus později připustil, že atmosféra během nahrávání nebyla nejlepší. Lyngstadová prohlásila, že ve skupině nastupovala únava ze společné práce.
Po vydání deska dosáhla na první místa několika hitparád, přesto nebyla tak úspěšná jako předchozí alba.

## Seznam skladeb na LP

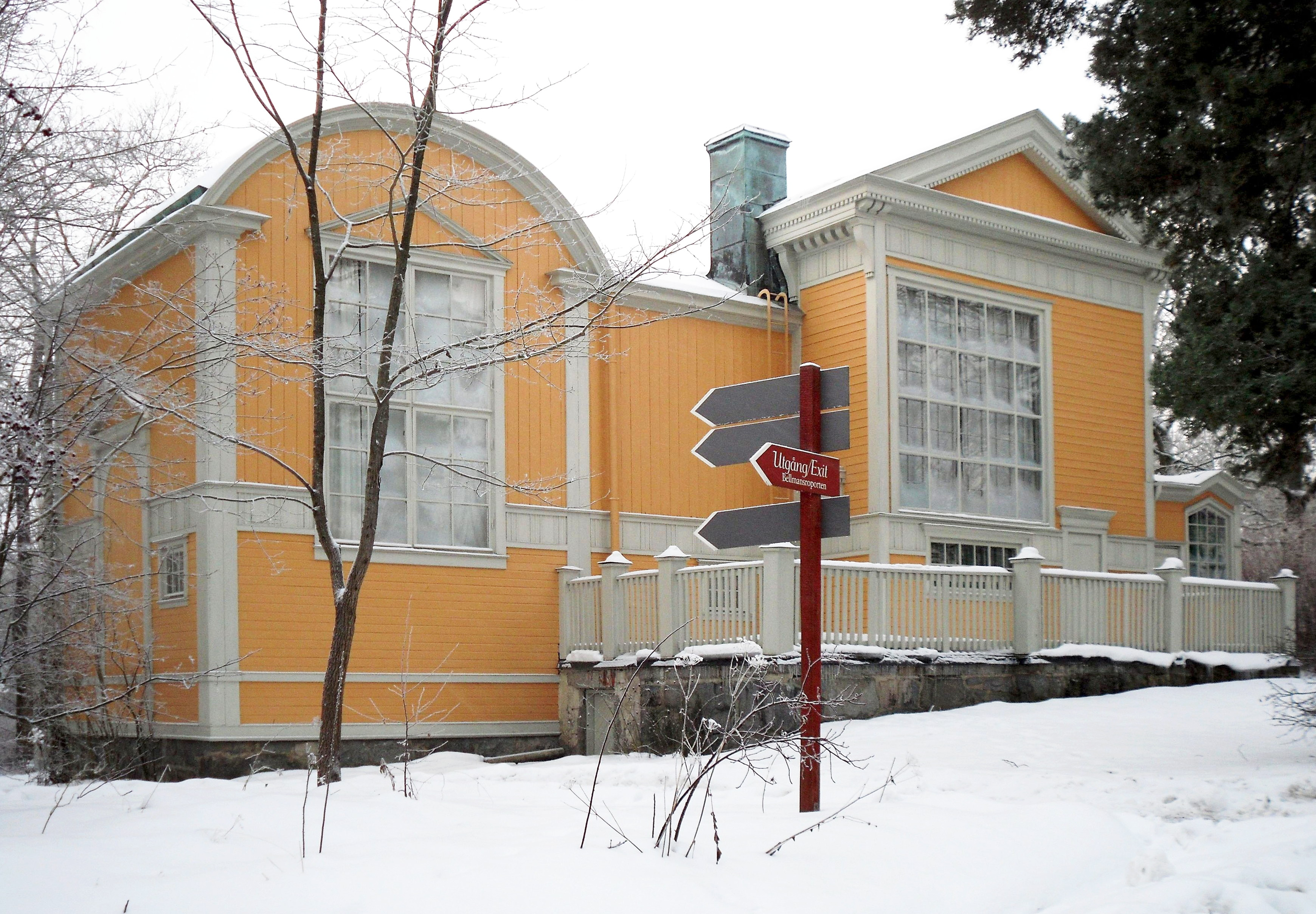
Místo pro focení na obal desky "The Visitors": Muzeum Julia Kronberga ve Skansenu, Stockholm.

Všechny písně napsali a složili Benny Andersson & Björn Ulvaeus.
Strana A
1. The Visitors (Crackin´Up) – 5:49
2. Head Over Heels – 3:45
3. When All Is Said and Done – 3:20
4. Soldiers – 4:38

Strana B
1. I Let the Music Speak – 5:20
2. One of Us – 3:55
3. Two for the Price of One – 3:36
4. Slipping Through My Fingers – 3:51
5. Like An Angel Passing Through My Room – 3:25

B strany
1. Should I Laugh or Cry - 4:29

(P) 1981 Polar Music International AB, Stockholm

"Should I Laugh or Cry" byla nahrána 4. září 1981 na album The Visitors, ale nakonec z alba vyřazena a použita pouze jako B - strana k singlům "One of Us" & "When All Is Said and Done".

## Seznam skladeb na CD
THE VISITORS - DELUXE EDITION (CD + DVD) [2012]

Všechny písně napsali a složili Benny Andersson & Björn Ulvaeus.

DISC 01: CD

1. The Visitors (Crackin´Up)
2. Head Over Heels
3. When All Is Said And Done
4. Soldiers
5. I Let The Music Speak
6. One Of Us
7. Two For The price Of One
8. Slipping Through My Fingers
9. Like An Angel Passing Through My Room

Bonusové skladby:
1. Should I Laugh Or Cry
2. I Am The City
3. You Owe Me One
4. Cassandra
5. Under Attack
6. The Day Before You Came

Extra bonusová skladba:
1. From A Twinkling Star To A Passing Angel (demos)

DISC 02: DVD
1. Two For The Price Of One (Dick Cavett Meets ABBA)
2. Slipping Through My Fingers (Dick Cavett Meets ABBA)
3. When All Is Said And Done (Original Promo Clip)
4. ABBA In London, November 1982 (The Late Late Breakfast Show, BBC)
5. ABBA In Stockholm, November 1982 (Nöjesmaskinen, SVT)
6. The Visitors TV Commercial I (UK)
7. The Visitors TV Commercial II (Australia)
8. The Singles - The First Ten Years I (UK)
9. The Singles - The First Ten Years II (Australia)
10. International Sleeve Gallery

Písně 1 - 10, 16 nahrány 16. března - 14. listopadu 1981.

Písně 11 - 15 nahrány 3. května - 26. srpna 1982 pro plánované 9. studiové album ABBA, jehož nahrávání bylo na konci srpna 1982 zastaveno (bylo nahráno a dokončeno pouze šest nových písní). Čtyři z těchto šesti písní vydány jako finální singly ABBA. 18. října 1982 vyšel singl "The Day Before You Came" / "Cassandra" a 21. února 1983 "Under Attack" / "You Owe Me One" (v některých zemích vydán už 3. prosince 1982).

Píseň "I Am The City" byla vydána až po rozpadu skupiny ABBA a to v rámci jejich kompilačního alba "More ABBA Gold" v květnu 1993.

"From A Twinkling Star To A Passing Angel" je devítiminutová směs šesti různých demo a raných verzí písně "Like An Angel Passing Through My Room" z období nahrávání alba The Visitors v roce 1981. Jde o první vydání doposud nezveřejněných nahrávek skupiny ABBA od roku 1994, kdy byl vydán 4 CD box set "ABBA Thank You For The Music" obsahující hity spolu s nevydanými písněmi.

Album The Visitors bylo dále vydáno a remasterováno v roce 1997 s bonusy "Should I Laugh or Cry", "The Day Before You Came", "Under Attack", "You Owe Me One". 2001 nový mastering s bonusy "Should I Laugh or Cry", "The Day Before You Came", "Cassandra" a "Under Attack". V roce 2005 další remastering a vydání v rámci ABBA The Complete Studio Recordings s bonusy "Should I Laugh Or Cry", "No Hay A Quien Culpar" (Španělská verze "When All Is Said And Done"), "Se Me Está Escapando" (Španělská verze "Slipping Through My Fingers"), "The Day Before You Came", "Cassandra", "Under Attack" a "You Owe Me One". Album The Visitors ještě vyšlo i v roce 2008 jako součást box setu ABBA The Albums ovšem bez bonusových skladeb.

## Další skladby z období alba The Visitors a posledních nahrávek 1982
Všechny písně napsali a složili Benny Andersson & Björn Ulvaeus.
- Nationalsång (Instrumental)
- I Am A Musician (Instrumental)
- Givin' A Little Bit More
- Another Morning Without You
- Just Like That

## Singly
1. One of Us - Should I Laugh or Cry (prosinec 1981)
2. No Hay A Quien Culpar - Se Me Está Escapando (leden 1982)
3. When All is Said and Done - Should I Laugh Or Cry(leden 1982)
4. No Hay A Quien Culpar - Se Me Está Escapando (únor 1982)
5. Head Over Heels - The Visitors (Crackin´Up) (březen 1982)
6. The Visitors (Crackin´Up) - Head Over Heels (duben 1982)
7. The Day Before You Came - Cassandra (říjen 1982)
8. Under Attack - You Owe Me One (prosinec 1982 / únor 1983)

## Obsazení nahrávek 1981 - 1982
ABBA
- Benny Andersson – syntezátory, klávesové nástroje, zpěv, doprovodný zpěv a bicí automat ("The Day Before You Came" a "Givin' A Little Bit More")
- Agnetha Fältskog – zpěv, doprovodný zpěv
- Anni-Frid Lyngstadová – zpěv, doprovodný zpěv
- Björn Ulvaeus – akustická kytara, mandolína, zpěv, doprovodný zpěv

Další obsazení
- Ola Brunkert – bicí
- Per Lindvall – bicí ("Soldiers", "The Visitors", "You Owe Me One", "Just Like That", "I Am The City", "Cassandra" a "Under Attack") a perkuse ("Cassandra" a "Under Attack")
- Rutger Gunnarsson - basová kytara a mandolína
- Janne Kling - flétna a klarinet ("I Let The Music Speak")
- Åke Sundqvist – perkuse, virbl ("The Day Before You Came")
- Lasse Wellander – akustická a elektrická kytara, mandolína
- Janne Schaffer - kytara ("Cassandra" a "Under Attack")

## Produkce
- producenti: Benny Andersson & Björn Ulvaeus
- aranžmá: Benny Andersson & Björn Ulvaeus
- inženýr: Michael B. Tretow
- obal: Rune Söderqvist
- Remastering 1997 provedli Jon Astley a Tim Young spolu s Michaelem B. Tretowem
- Remastering 2001 provedli Jon Astley s Michaelem B. Tretowem
- Remastering 2005 provedl ve Studiu Recordings Box Set Henrik Jonsson

## Hitparády
Album
| Rok  | Země/Hitparáda          | Pořadí |
| ---- | ----------------------- | ------ |
| 1981 | Australská hitparáda    | 22     |
| 1981 | Rakouská hitparáda      | 3      |
| 1981 | Belgická hitparáda      | 1      |
| 1981 | Nizozemská hitparáda    | 1      |
| 1981 | Finská hitparáda        | 3      |
| 1981 | Francouzská hitparáda   | 12     |
| 1981 | Italská hitparáda       | 35     |
| 1981 | Japonská hitparáda      | 12     |
| 1981 | Mexická hitparáda       | 38     |
| 1981 | Novozélandská hitparáda | 19     |
| 1981 | Norská hitparáda        | 1      |
| 1981 | Jihoafrická hitparáda   | 3      |
| 1981 | Španělská hitparáda     | 6      |
| 1981 | Švédská hitparáda       | 1      |
| 1981 | Švýcarská hitparáda     | 1      |
| 1981 | Britská hitparáda       | 1      |
| 1981 | Západoněmecká hitparáda | 1      |
| 1981 | Zimbabwe hitparáda      | 1      |
| 1982 | US Billboard 200        | 29     |

Singly - Australská singlová hitparáda
| Rok  | Singl                     | Hitparáda               | Pořadí |
| ---- | ------------------------- | ----------------------- | ------ |
| 1981 | One of Us                 | Australia Singles Chart | 4      |
| 1981 | When All Is Said And Done | Australia Singles Chart | 81     |

Singly - Belgická singlová hitparáda
| Rok  | Singl           | Hitparáda             | Pořadí |
| ---- | --------------- | --------------------- | ------ |
| 1981 | One of Us       | Belgium Singles Chart | 1      |
| 1982 | Head Over Heels | Belgium Singles Chart | 2      |

Singly - Německá singlová hitparáda
| Rok  | Singl           | Hitparáda             | Pořadí |
| ---- | --------------- | --------------------- | ------ |
| 1981 | One of Us       | Germany Singles Chart | 1      |
| 1982 | Head Over Heels | Germany Singles Chart | 19     |

Singly - Novozélandská singlová hitparáda
| Rok  | Singl     | Hitparáda                 | Pořadí |
| ---- | --------- | ------------------------- | ------ |
| 1981 | One of Us | New Zealand Singles Chart | 43     |

Singly - Norská singlová hitparáda
| Rok  | Singl     | Hitparáda            | Pořadí |
| ---- | --------- | -------------------- | ------ |
| 1981 | One of Us | Norway Singles Chart | 6      |

Singly - Švédská singlová hitparáda
| Rok  | Singl     | Hitparáda            | Pořadí |
| ---- | --------- | -------------------- | ------ |
| 1981 | One of Us | Sweden Singles Chart | 2      |

Singly - Britská singlová hitparáda
| Rok  | Singl           | Hitparáda        | Pořadí |
| ---- | --------------- | ---------------- | ------ |
| 1981 | One of Us       | UK Singles Chart | 3      |
| 1982 | Head Over Heels | UK Singles Chart | 25     |

Singly - Billboard (Severní Amerika)
| Rok  | Singl                                  | Hitparáda                      | Pořadí |
| ---- | -------------------------------------- | ------------------------------ | ------ |
| 1982 | When All Is Said and Done              | Adult Contemporary             | 10     |
| 1982 | When All Is Said and Done              | The Billboard Hot 100          | 27     |
| 1982 | The Visitors/When All Is Said And Done | Club Play Singles              | 8      |
| 1982 | The Visitors                           | The Billboard Hot 100          | 63     |
| 1983 | One of Us                              | Bubbling Under Hot 100 Singles | 107    |
| 1983 | One of Us                              | Adult Contemporary             | 33     |